# Gy-l’Évêque
Gy-l’Évêque ist eine Gemeinde im französischen Département Yonne (Region Bourgogne-Franche-Comté). Die Gemeinde hat 446 Einwohner (Stand: 1. Januar 2022), gehört zum Arrondissement Auxerre und zum Kanton Vincelles (bis 2015: Kanton Coulanges-la-Vineuse).

## Geographie
Gy-l’Évêque liegt etwa neun Kilometer südsüdwestlich von Auxerre. Umgeben wird Gy-l’Évêque von den Nachbargemeinden Vallan im Norden, Jussy im Osten, Migé im Süden, Escamps im Westen und Südwesten sowie Chevannes im Nordwesten.
Durch die Gemeinde führt die Route nationale 151. 

## Bevölkerungsentwicklung
| Jahr                       | 1962 | 1968 | 1975 | 1982 | 1990 | 1999 | 2006 | 2017 |
| -------------------------- | ---- | ---- | ---- | ---- | ---- | ---- | ---- | ---- |
| Einwohner                  | 396  | 381  | 430  | 354  | 443  | 417  | 459  | 454  |
| Quellen: Cassini und INSEE |      |      |      |      |      |      |      |      |

## Sehenswürdigkeiten
- Kirche Saint-Phal aus dem 16. Jahrhundert, seit 1925/1929 Monument historique

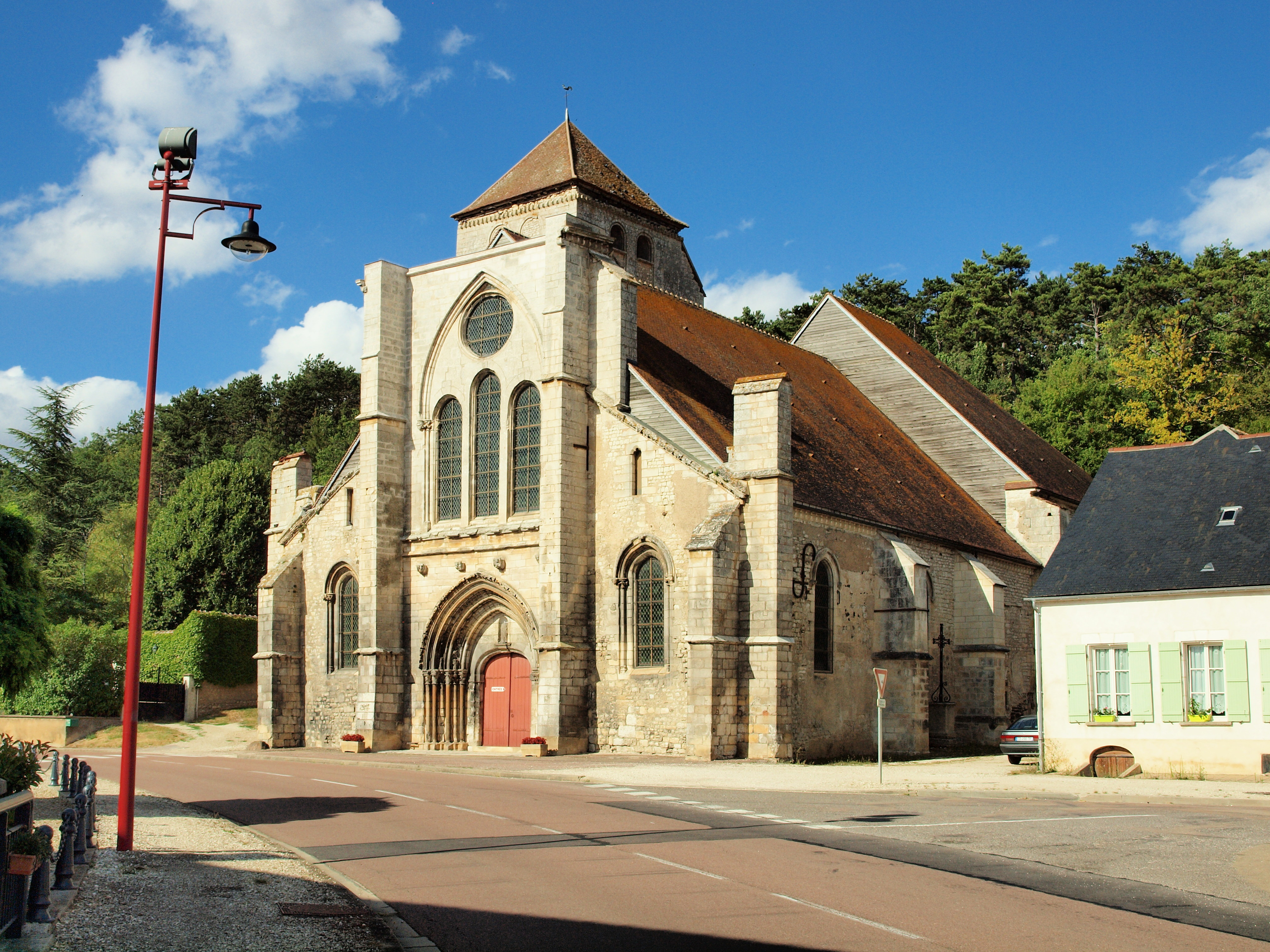
Kirche Saint-Phal